# Meena Kumari
Meena Kumari, właśc. Mahjabeen Bano (ur. 1 sierpnia 1933 w Mumbaju, zm. 31 marca 1972 tamże) – indyjska aktorka, poetka, piosenkarka, znana jako „królowa tragedii” i uważana za jedną z najlepszych aktorek w historii kina indyjskiego; zagrała w ponad 90 filmach i zdobyła 4 Nagrody Filmfare dla najlepszej aktorki.

## Życiorys

### Kariera

#### Aktorka
Mimo tego, że nie przejawiała zainteresowania karierę filmową i wolała się uczyć w szkole, rodzice zabierali ją do studiów filmowych w poszukiwaniu pracy. Reżyser Vijay Bhatt obsadził ją w filmie Leatherface (1939). Dziewczynka została żywicielką rodziny. W wywiadzie udzielonym w 1962 mówiła, że wsparcie finansowe rodziców , którego udzielała od czwartego roku życia, dawało jej ogromną satysfakcję. Zobowiązania na planach filmowych uniemożliwiały jej naukę w szkole. Uczył się więc samodzielnie i pod okiem prywatnych nauczycieli.
Początkowo Mahjabeen Bano pracowała głównie przy produkcjach Vijaya Bhatta. W 1940, podczas kręcenia filmu Ek Hi Bhool, reżyser nadał jej pseudonim Baby Meena. W 1946 dostała angaż – pod pseudonimem Meena Kumari – w filmie Bachchon Ka Khel. W tym czasie nie tylko grała w filmach, ale i śpiewała zawarte w nich piosenki. Pod koniec lat 40. XX wieku skupiła się na filmach odwołujących się do indyjskiej mitologii lub fantastycznych.

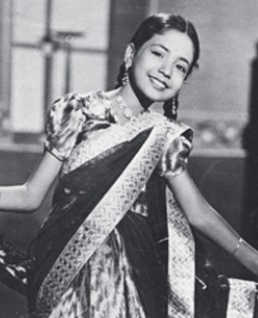
Meena Kumari w 1941

Sławę zyskała udziałem w filmie z 1952 pt. Baiju Bawra w reżyserii V. Bhatta, w którym zagrała główną rolę kobiecą. W związku z sukcesem produkcji (za rolę dostała swoją pierwszą Nagrodę Filmfare dla najlepszej aktorki) została modelką produktów Hindustan Lever, pojawiła się też w reklamie mydła kosmetycznego. Film Parineeta w reżyserii Bimala Roya (1953) na podstawie bengalskiej powieści Sharata Chandry Chattopadhyaya z 1914 przyniósł jej drugą Nagrodę Filmfare dla najlepszej aktorki. Film Do Bigha Zamin, w którym wystąpiła, efekt współpracy z B. Royem, w 1954 zdobył Międzynarodową Nagrodę w Cannes jako pierwszy indyjski film w historii. Był to jedyny gościnny występ Kumari. W filmie Foot Path w reżyserii Zii Sarhadiego po raz pierwszy współpracowała z Dilipem Kumarem. Chandni Chowk – wyreżyserowany przez B.R. Choprę w 1954 muzułmański dramat społeczny z Kumari w jednej z ról głównych, gdzie po raz pierwszy partnerował jej Dev Anand – odniósł kasowy sukces. Z D. Kumarem wystąpiła w drugim najbardziej dochodowym filmie roku 1955 – Azaad. Komercyjny sukces zaliczył też Adl-e-Jehangir – historyczny dramat w języku hindi. Podobnie hitem był Bandish w reżyserii Satyena Bose'a z udziałem Meeny Kumari, Ashoka Kumara i Daisy Irani. W filmie Rukhsana w reżyserii R.C. Talwara po raz pierwszy wystąpiła u boku Kishore'a Kumara, zaś w Mem Sahib w reżyserii tego samego twórcy (1956) z Shammim Kapoorem. Film Ek Hi Raasta o ponownym małżeństwa wdów, wyreżyserowany i wyprodukowany przez B.R. Choprę, z Kumari i debiutującym Sunilem Duttem, okazał się sukcesem kasowym i był wyświetlany w kinach przez ponad 25 tygodni. Krytycy docenili film Bandhan wyreżyserowany przez Hemchandrę Chundera na podstawie bengalskiej powieści Mantra Shaktiego. Sukcesem muzycznym był Naya Andaz w reżyserii K. Amarnatha, a historyczny film Halaku wyreżyserowany przez D.D. Kashyapa, był kasowym hitem. W filmie Sharada (1957) w reżyserii L.V. Prasada Meenie Kumari po raz pierwszy partnerował Raj Kapoor. Za tę rolę zdobyła Bengal Film Journalists' Association Award dla najlepszej aktorki. W 1957 film był dziewiątą najbardziej dochodową produkcją w indyjskim box office. Za rolę w filmie z 1958 pt. For Sahara (reżyser: Lekhraj Bhakri) Meena Kumari otrzymała nominację do Nagrody Filmfare. Zagrała też w Yahudi w reżyserii Bimala Roya m.in. z D. Kumarem. Film, oparty na sztuce Yahudi Ki Ladki autorstwa Agha Hashara Kashmiriego, klasyce teatru parsi-urdu, opowiadający o prześladowaniach Żydów w Cesarstwie Rzymskim, był kasowym hitem. Za rolę w Chirag Kahan Roshni Kahan (1959) wyreżyserowanym i wyprodukowanym przez Devendrę Goela, który odniósł ogromny sukces kasowy, Meena Kumari otrzymała nominację do Nagrody Filmfare dla najlepszej aktorki. Jedną z jej bardziej znanych ról jest występ z filmie z 1960 pt. Dil Apna Aur Preet Parai napisanym i wyreżyserowanym przez Kishore'a Sahu. W 1961 dramat Bhabhi Ki Chudiyan z Kumari w jednej z głównych ról, wyreżyserowany przez Sadashiva J. Rowa Kaviego, był jednym z najbardziej dochodowych filmów roku. Hitem okazał się też wyprodukowany w tym samym roku Zindagi aur Khwab w reżyserii S. Bannerjee'ego.

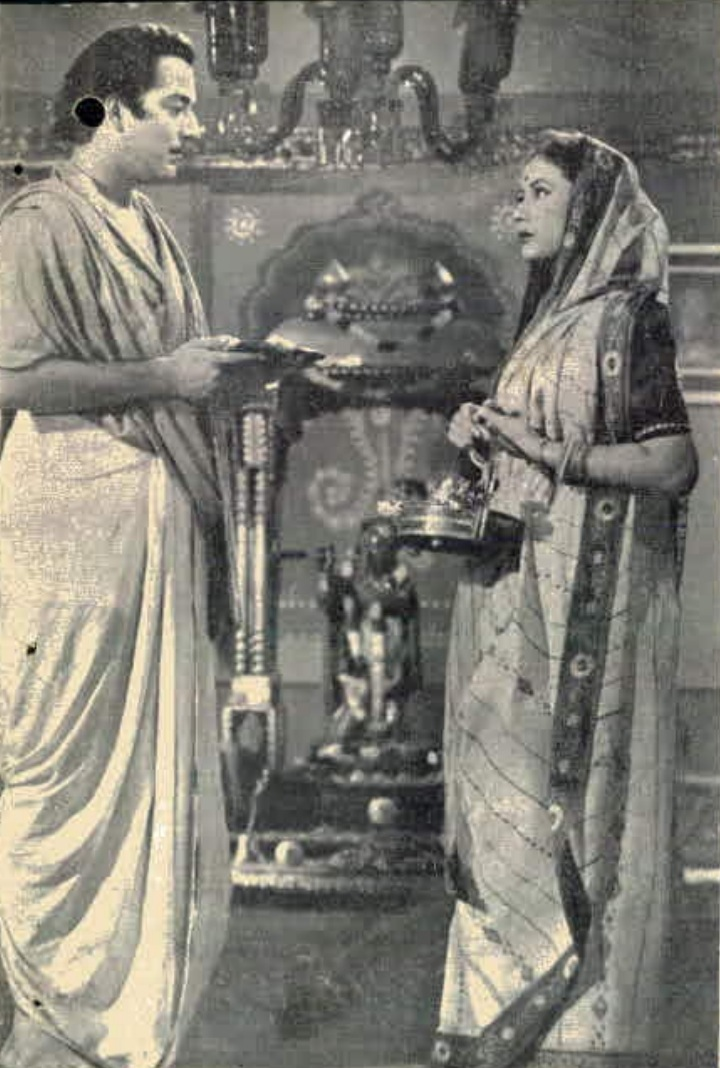
Meena Kumari i Pradeep Kumar w filmie Bandhan (1956)

Do roli w filmie Sahib Bibi Aur Ghulam w reżyserii Guru Dutta (1962), jednym z większych sukcesów Kumari, smarowała się skoncentrowaną wodą kolońską, aby uzyskać wygląd alkoholiczki. Film zdobył cztery Nagrody Filmfare. Kumari została nagrodzona w kategorii najlepszej aktorki. Film był nominowany do Złotego Niedźwiedzia na 13. Międzynarodowym Festiwalu Filmowym w Berlinie, gdzie Kumari była przedstawicielką ekipy filmowej. Był też oficjalnym kandydatem Indii do Oscarów w 1962. W tym samym roku Meena Kumari zdobyła nagrodę od Bengal Film Journalists' Association dla najlepszej aktorki za tytułową rolę w filmie Aarti w reżyserii Phaniego Majumdara. Dostala też nominację do Nagrody Filmfare dla najlepszej aktorki za występ w filmie Main Chup Rahungi w reżyserii A. Bhimsingha. W filmie Main Bhi Ladki Hoon (1964) wystąpiła z debiutantem Dharmendrą, z którym później wiele razy grała. Film Kaajal w reżyserii Rama Maheshwari, oparty na powieści Maadhavi autorstwa Gulshana Nandy, znalazł się w Top 20 filmów w roku 1965, a Meena Kumari zdobyła za rolę w nim swoją czwartą Nagrodę Filmfare. W 1966 rola w Phool Aur Patthar w reżyserii O. P. Ralhana, najbardziej dochodowym filmie roku, przyniosła Kumari nominację do Nagrody Filmfare w kategorii najlepszej aktorki. Film Majhli Didi w reżyserii Hrishikesha Mukherjee'ego, z Meeną Kumari i Dharmendrą, był indyjskim kandydatem do Oscara w kategorii najlepszego filmu nieanglojęzycznego (1967). Jedynym z największych hitów indyjskiego kina roku 1968 był film Baharon Ki Manzil, thriller w reżyserii Yakuba Hassana Rizviego z Meeną Kumari, Dharmendrą, Rehmanem i Faridą Jalal.
W latach 70. XX wieku wystąpiła m.in. w Jawab (1970) w reżyserii Ramanna, Mere Apne (1971), scenopisarskim i reżyserskim debiucie Gulzara, superhicie Dushman wyreżyserowanym przez Dulala Guhę (1971) m.in. z Rajeshem Khanną oraz Mumtaz, jak również w filmie Gomti Ke Kinare w reżyserii Saawana Kumara Taka, jego debiucie reżyserskim, który trafił do kin po śmierci Meeny Kumari jako hołd dla niej. W 1972 do kin trafił też film Pakeezah, na który pomysł zrodził się już w 1954. Meena Kumari ukończyła pracę nad produkcją mimo szybkiego pogarszania się stanu zdrowia. Film nie schodził z afiszów przez 33 tygodnie. Za rolę w Pakeezah, do którego zaprojektowała też kostiumy, pośmiertnie otrzymała – po raz dwunasty – nominację do Nagrody Filmfare. W 1973 została uhonorowana za tę rolę nagrodą specjalną od Bengal Film Journalists' Association oraz nagrodą dla najlepszej aktorki w ramach Shama-Sushma Film Awards.

#### Piosenkarka i poetka
Meena Kumari była piosenkarką playback. Śpiewała w niektórych filmach, w których wystąpiła jako dziecko, a potem w filmach: Duniya Ek Sarai (1946), Piya Ghar Aaja (1948), Bichchade Balam (1948) i Pinjre Ke Panchhi (1966). Piosenka, którą zaśpiewała na potrzeby Pakeezah (1972), nie została wykorzystana w filmie, ale została wydana na albumie Pakeezah-Rang Ba Rang (1977).
W 1971 Kumari wydała płytę ze swoimi wierszami pt. I Write, I Recite. Były to jej wiersze, które samodzielnie zaśpiewała. Muzykę skomponował Mohammed Zahur Khayyam. W 2006 wydano reedycję albumu.
Jako poetka tworząca w języku urdu występowała pod pseudonimem Naaz. Według historyka Philipa Boundsa i badaczki Daisy Hasan za pomocą poezji Meena Kumari dystansowała się od swojego wizerunku publicznego i krytykowała przemysł filmowy, dlatego „jej wiersze mówią nam tyle samo o Bollywood, co o niej samej”.

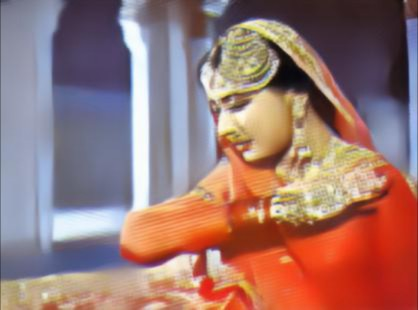
Meena Kumari w Pakeezah (1972)

W 1972 wydano płytę pt. Tanha Chand (Samotny księżyc), zbiór wierszy Meeny Kumari, które wybrał Gulzar.
W 2014 wydano album Meena Kumari, the Poet: A Life Beyond Cinema zawierający jej wiersze i nazmy.

### Życie osobiste
Przyszła na świat jako Mahjabeen Bano i była córką Alego Buxa, sunnity z miasta Bhera, muzyka i poety urdu, oraz jego drugiej żony, chrześcijanki Prabhavati Devi, znanej jako Iqbal Begum, która po ślubie konwertowała się na islam. Oboje rodzice mieli doświadczenie aktorskie: ojciec w filmach, matka w teatrze. Babcia Iqbal Begum, Hem Sundari Tagore, była córką lub wdową po dalekim kuzynie Rabindranatha Tagore'a. Mahjabeen miała dwie siostry: starszą Khursheed Jr. i młodszą Mahliqę (znaną jako Madhu, dziecięcą aktorkę).
W 1938, jako dziecięca aktorka, poznała Kamala Amrohiego. Spotkali się po latach na planie filmu Tamasha. Amrohi był wówczas reżyserem i scenarzystą. Zbliżyli się do siebie po wypadku samochodowym, któremu w 1951, w czasie przygotowań do filmu Anarkali (który ostatecznie nie powstał), uległa Kumari. Do końca życia Meena Kumari nosiła na małym palcu lewej ręki opatrunek, a podczas zdjęć zakrywała lewą rękę dupattą lub sari.
Meena Kumari i Kamal Amrohi pobrali się potajemnie 14 lutego 1952 jedynie w obecności kadiego i młodszej siostry panny młodej, Mahdu. Po ceremonii Amrohi wyjechał do Sion, a Kumari i Madhu wróciły do domu. Ślub utrzymywano w tajemnicy przed rodziną i mediami. Amrohi z poprzedniego związku miał troje dzieci. Po kilku miesiącach o małżeństwie dowiedziały się media, a ojciec Meeny Kumari zalecił parze rozwód. Kumari nie zgodziła się z ojcem, ale została w jego domu. Opuściła go w 1953, gdy mąż zaproponował jej udział w filmie Daaera.
Amrohi pozwolił Meenie Kumari kontynuować karierę aktorską pod określonymi warunkami, na które się zgodziła się, ale z czasem zaczęła je łamać. Amrohi szpiegował żonę z pomocą swojej prawej ręki, Baqara Alego. Biograf Meeny Kumar, Vinod Mehta, na podstawie sześciu niezależnych źródeł (m.in. relacji aktorki Nargis) uważa, że aktorka była ofiarą przemocy fizycznej ze strony męża, chociaż Amrohi wielokrotnie zaprzeczał oskarżeniom.
Meena Kumari cierpiała na przewlekłą bezsenność. Za radą lekarza zaczęła codziennie pić, jako alternatywę dla tabletek nasennych, małą kroplę brandy. Po rozstaniu z mężem w 1964 uzależniła się od alkoholu. Później łączono ją z Gulzarem, Dharmendrą i Sawanem Kumarem Takem.
W 1968 zdiagnozowano u niej marskość wątroby. Kuracja w Londynie i Szwajcarii (1968) przyniosła pozytywne rezultaty i pozwoliła jej pracować. Była jednak osłabiona. Po powrocie z Londynu Meena Kumari po raz pierwszy kupiła własny dom.

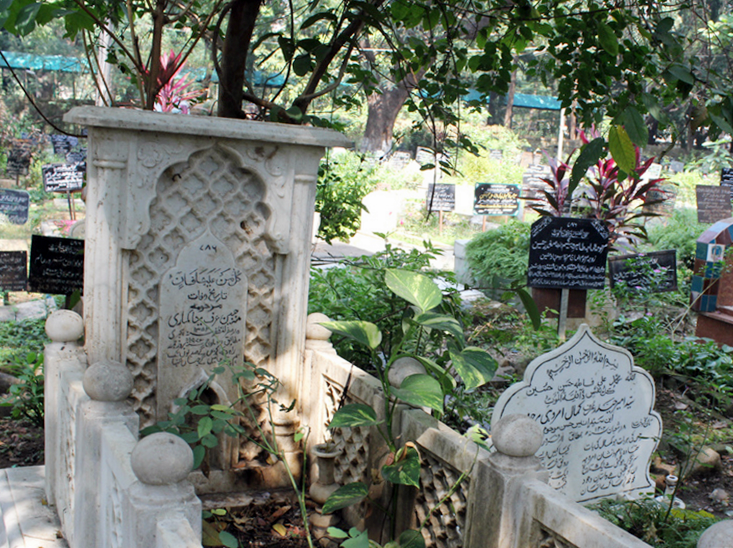
Grób Meeny Kumari

Zachorowała 3 tygodnie po premierze Pakeezah. 28 marca 1972 przyjęto ją do Domu Opieki św. Elżbiety. Dwa dni później zapadła w śpiączkę i zmarła miesiąc później na marskość wątroby. Miała 38 lat.
Zgodnie z życzeniem męża została pochowana na cmentarzu Rehmatabad w Mumbaju. Poprosiła, by na jej nagrobku wyryć następujące słowa: „Zakończyła życie ze złamanymi skrzypcami, ze złamaną piosenką, ze złamanym sercem, ale bez ani jednego żalu”. W 1993 obok został pochowany, zgodnie ze swoim życzeniem, jej mąż.

## Wizerunek

### Styl aktorski
Przypisuje się to, że nigdy nie używała np. gliceryny, aby płakać na planie, zawsze robiła to naturalnie. Mistrz tańca kathak Pandit Lachhu Maharaj chwalił umiejętności taneczne Meeny Kumari.
Meena Kumari była doceniana za umiejętność przedstawienia, zwłaszcza w latach 50. i 60. XX wieku, zmagań indyjskich kobiet. Jej rola tancerki dworskiej Sahibjaan w filmie Pakeezah w reżyserii Amrohiego stała się, ze względu na wieloletnią pracę nad filmem, historycznym dokumentem.
Ze względu na kontrast między jej sławą i uwielbieniem ze strony publiczności a burzliwym życiem prywatnym, Meena Kumari pojawia się w dyskusjach na temat mediów masowych, sławy i kultury konsumpcyjnej.

### Moda
Meena Kumari wyznaczyła trendy w modzie, które nadal są aktualne. Kwiatowe lub tradycyjne sari z jedwabiu z Kanchipuram i Waranasi, które nosiła, nigdy nie wyszły z mody i nadal są ulubionymi fasonami projektantów, np. Sabyasachiego Mukherjee'ego. Piosenką „Mausam Hai Ashiqaana”, nakręconą w 1969 na potrzeby filmu Pakeezah, zapoczątkowała nowy trend w modzie – dziewczęta zaczęły nosiły lungi.

### Uznanie
U szczytu swojej kariery Meena Kumari była najlepiej opłacaną aktorką swojego pokolenia i jako pierwsza w Indiach kupiła Chevrolet Impala.
Od 1963 przez 13 lat Kumari była rekordzistką w zakresie największej ilości Nagród Filmfare dla najlepszej aktorki. Rekord pobiła w 1979 Nutan. Rekord Kumari w zakresie największej liczby nominacji dla najlepszej aktorki (12) pobiła po 35 latach, podczas 53. Festiwalu Nagród Filmfare w 2008, Madhuri Dixit.
Meena Kumari jest jedyną aktorką nominowaną pośmiertnie do Nagród Filmfare (Pakeezah, 1973). Nieprzyznanie jej nagrody wywołało kontrowersje, jednak kapituła, broniąc decyzji, przyznała, że wyróżnienia nie przyznaje się pośmiertnie.
W 2010 magazyn „Filmfare” uznał role Meeny Kumari w filmach Sahib Bibi Aur Ghulam i Pakeezah za jedne z 80 „kultowych ról” w kinie Bollywood. W ankiecie Brytyjskiego Instytutu Filmowego dwa z jej filmów (Baiju Bawra oraz Do Bigha Zameen) zostały uznane za jedne z najlepszych filmów indyjskich. W ankiecie przeprowadzonej przez News18 z okazji stulecia kina indyjskiego jej filmy Pakeezah, Sahib Bibi Aur Ghulam oraz Do Bigha Zameen znalazły się na liście 100 najlepszych filmów indyjskich, jakie kiedykolwiek powstały. Meena Kumeri trafiła do zestawienia „Top Actresses” Box Office India w latach 1952–1961. Gazeta „Hindustan Times” uznała ją za jeden z największych symboli seksu Bollywood. W 2011 Rediff uznał ją za czwartą najlepszą indyjską aktorkę wszech czasów. W 2012 Meena Kumari zajęła III miejsce na liście „Najpopularniejsze aktorki Bollywood wszech czasów” stacji NDTV. W 2021 Time Out umieścił ją na III miejscu na liście 10 najlepszych aktorek Bollywood. W 2022 znalazła się na liście „75 najlepszych aktorek Bollywood według Outlook India. W 2023 indyjski krytyk filmowy Rajeev Masand umieścił ją na podobnej liście.
Jej biograf Vinod Mehta zauważył, że była opiekunką i artystyczną mentorką nowicjuszy, z którymi pracowała (Rajendra Kumar w Chirag Kahan Roshni Kahan i Sunil Dutt w Ek Hi Raasta. Na początku kariery pomogła Dhramendrze i ugruntowała jego pozycję w przemyśle filmowym. Podziwiali ją aktorzy i aktorki, z którymi pracowała (Dilip Kumar, Madhubala), oraz reżyserzy (Satyajit Ray). Pochlebnie wypowiadają się o niej współczesne gwiazdy kina indyjskiego, np. Amitabh Bachchan i Kangana Ranaut. Reżyser Sanjay Leela Bhansali i aktorka Richa Chadha wskazywali Meenę Kumari i jej film Pakeezah jako inspirację przy tworzeniu serialu Heeramandi: The Diamond Bazaar (2024). Alia Bhatt, przygotowując się do tytułowej roli w filmie Gangubai Kathiawadi, wzorowała się na postaci Meeny Kumari w filmie Pakeezah.

## Upamiętnienie

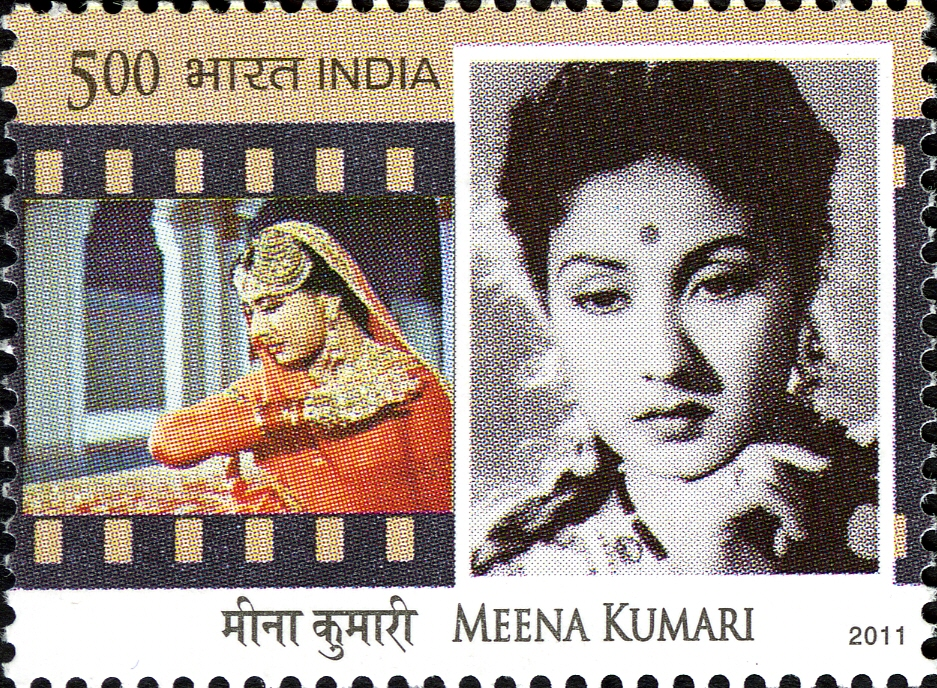
Znaczek pocztowy poświęcony pamięci Meeny Kumari (2011)

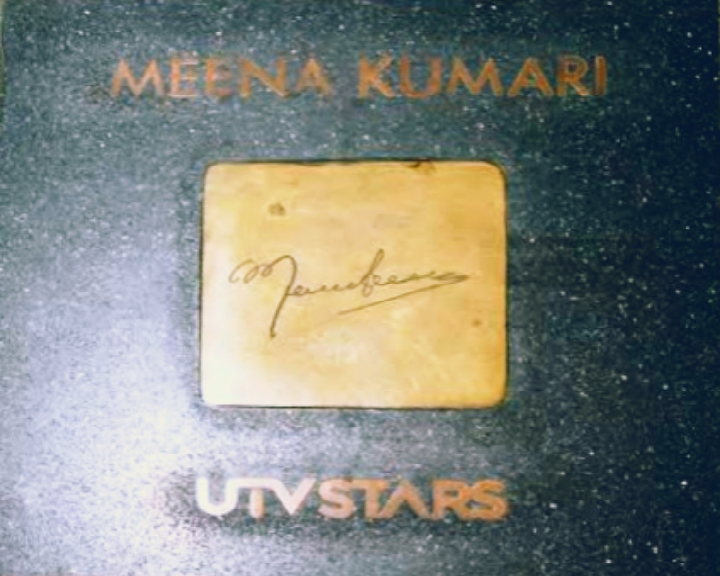
Upamiętnienie Meeny Kumari na Walk of Fame w Mumbaju

W dniu śmierci Meeny Kumari jej film Baiju Bawra (1952) został wyświetlony w kinie Super w Bombaju, przyciągając pełną widownię. Zebrani płakali, wspominając aktorkę.
Niedługo po jej śmierci Nargis napisała osobiste wspomnienie o Kumari w magazynie „Shama” wydawanym w języku urdu. W październiku 1973 Nargis założyła organizację Meena Kumari Memorial for the Blind i została jej przewodniczącą.
13 lutego 2011 poczta indyjska wydała znaczek pocztowy o nominale 500 pajsów na cześć Meeny Kumari.
W latach 2012–2014 na Walk of the Stars, w części promenady w Bandra w Mumbaju, uhonorowano gwiazdy przemysłu filmowego w języku hindi, w tym Meenę Kumari.

24 lutego 2016 materiały reklamowe i pamiątki po Meenie Kumari, w tym plakaty i zdjęcia z jej filmów, zostały zaprezentowane na Festiwalu Kobiecości w Osianama Liberty w Mumbaju.

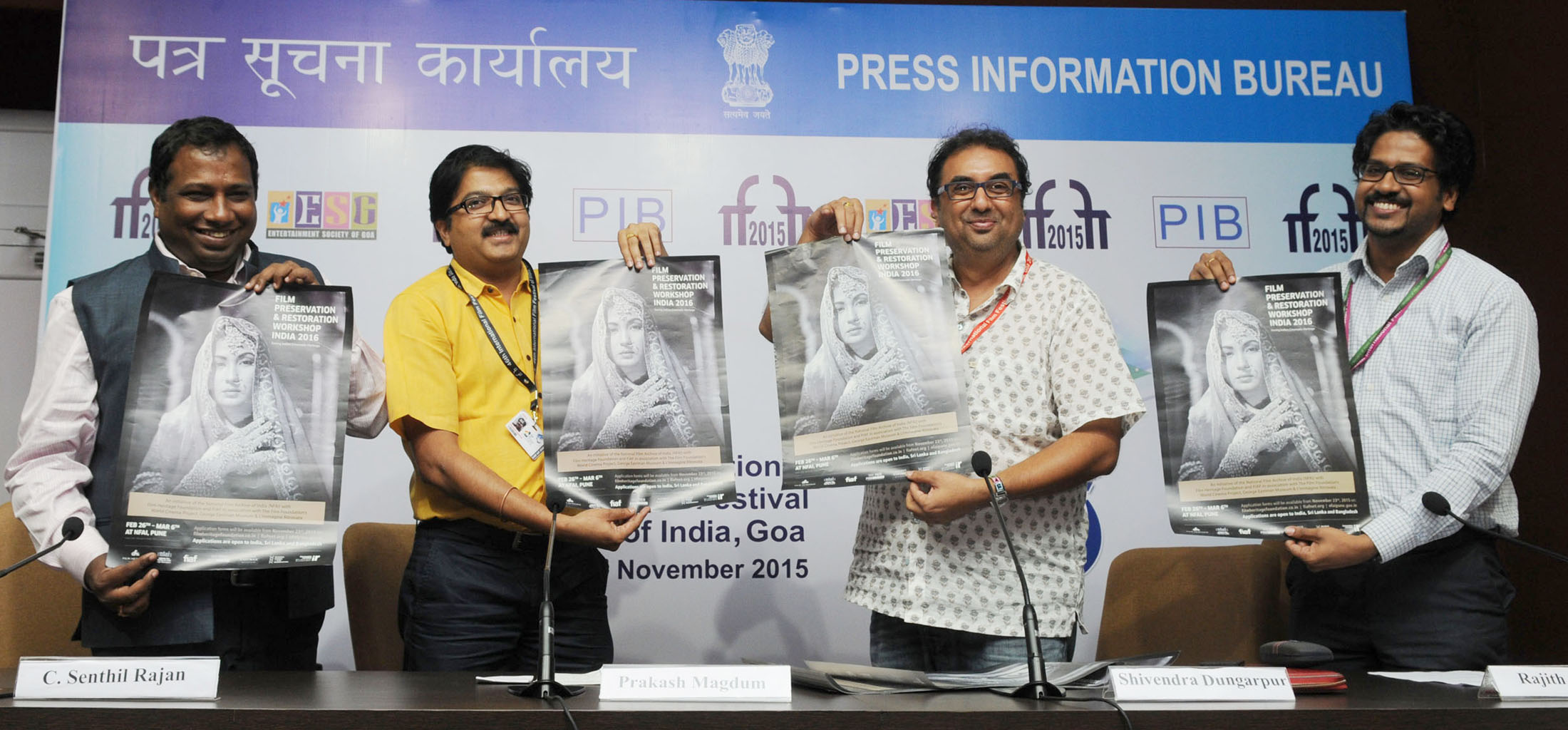
Dyrektor Państwowego Archiwum Filmowego Indii Shri Prakash Magdum pokazuje odnowiony plakat ze zdjęciem Meeny Kumari, 46 Międzynarodowy Festiwal Filmowy Indii w Panaji, Goa (2015)

1 sierpnia 2018 Google uczcił Kumari za pomocą Doodle z okazji jej 85. rocznicy urodzin.
W 2023 na wystawie w Kiran Nadar Museum of Art w Nowym Delhi zatytułowanej „Sitaare Zameen Par” zaprezentowano portrety Kumari wykonane przez J.H. Thakkara.
W 2023 pamiątki po niej zostały wystawione na aukcji online, a z okazji 91. rocznicy urodzin Meeny Kumari rzeźbiarz Pankaj Bhargava odsłonił w Jaipurze rzeźbę jej poświęconą.
Co roku w dniu jej urodzin w prasie tradycyjnej i online pojawiają się liczne artykuły oraz są emitowane poświęcone jej programy telewizyjne.

## W kulturze popularnej

### Książki
W październiku 1972 Vinod Mehta napisał jej pierwszą biografię. Została wydana w 2003 pt. Meena Kumari: The Classic Biography.
W 1998 ukazała się książka Simply Scandalous autorstwa Mohana Deepa, jej nieoficjalna biografia, którą publikowano w odcinkach w dzienniku wydawanym w języku hindi „Dopahar Ka Saamna” w Mumbaju.
W 2006 Madhup Sharma napisał w języku hindi biografię Meeny Kumari pt. Aakhri Adhai Din.

### Kino
W 1979 ukazał się film Meena Kumari Ki Amar Kahaani (pol. Nieśmiertelna historia Meeny Kumari) wyreżyserowany przez Sohraba Modiego, zawierający wywiady z gwiazdami przemysłu filmowego (np. Raj Kapoor i Rajendra Kumar) i muzykę Khayyama. Był to jeden z pierwszych w Indiach filmów biograficznych o jakiejkolwiek gwieździe filmowej. Rolę Meeny Kumari zagrała aktorka Dolly.
W 1980 pojawił się krótki dokument Shaira (ew. Sahira, pol. Poetka) wyreżyserowany przez S. Sukh Deva z udziałem Gulzara.
Aktorka Sridevi sparodiowała Meenę Kumari w piosence Main Lagti Hoon Sridevi w filmie Naaka Bandi (1990). W 2007 Priyanka Chopra sparodiowała Kumari, Nargis i Madhubalę w filmie Salaam-e-Ishq.
W 2015 pojawiły się informacje, że Tigmanshu Dhulia chce nakręcić film o Meenie Kumari, ekranizację książki Vinoda Mehty Meena Kumari: The Classic Biography. Rolę Kumari miała zagrać Kangana Ranaut. Filmu nie zrealizowano m.in. z powodu stanowczego protestu pasierba Kumari, Tajdara Amrohiego.
W 2017 reżyser Karan Razdan, planując film biograficzny o Meenie Kumari, zwrócił się do aktorek Madhuri Dixit i Vidyi Balan, aby obie odrzuciły propozycję. Proponował rolę Sunny Leone, która wykazała duże zainteresowanie projektem. Sportretowaniem Meeny Kumari były zainteresowane również m.in. Richa Chadha, Bhumi Pednekar, Divya Dutta i Kriti Sanon.
W 2018 producent Kutty Padmini zapowiedział film biograficzny o Meenie Kumari w formie serialu internetowego.
W 2019 Sanjay Leela Bhansali zapowiedział remake filmu Baiju Bawra z Alią Bhatt portretującą Gauri, którą pierwotnie grała Kumari. Aktorka Deepika Padukone wyraziła chęć zagrania roli Kumari w tym filmie. Zdjęcia do filmu się nie rozpoczęły.
W 2020 Almighty Motion Pictures ogłosiło powstanie serialu internetowego o życiu Meeny Kumari, który ma być oparty na książce Starring.. Mahjabeen as Meena Kumari napisanej przez dziennikarza Ashwini Bhatnagara. Tajdar Amrohi, pasierb Meeny Kumari, wniósł sprzeciw, oskarżając dziennikarza nie tylko o napisanie biografii Kumari bez jego zgody, ale także o przedstawienie jego ojca, Kamala Amrohiego, jako oprawcy. Serial, po którym powstanie film fabularny, ma zostac wyreżyserowany przez producenta Prabhleen Kaur Sandhu.
W lutym 2022 wytwórnia muzyczna Saregama i aktor Bilal Amrohi (wnuk Kamala Amrohiego) ogłosili powstanie serialu internetowego opowiadającego o historii miłosnej Kumari i jej męża-filmowca Kamala Amrohiego na tle pracy nad filmem Pakeezah. Serial planowano udostępnić w 2023.
W marcu 2022 doniesiono, że Kriti Sanon została poproszona o zagranie Kumari w filmie biograficznym planowanym przez T-Series. Do kwietnia 2022 na reżysera wybrano Hansala Mehtę, którego w lipcu 2023 zastąpił projektant Manish Malhotra. W listopadzie 2024 zrezygnowano z tworzenia filmu.
W 2023 ogłoszono, że powstanie pakistański remake filmu Pakeezah. Rolę, którą pierwotnie grała Meena Kumari, zagra Meera Jee.
We wrześniu 2024 reżyser Siddharth P. Malhotra zapowiedział powstanie oficjalnego filmu biograficznego o Meenie Kumari pt. Kamal Aur Meena, skupiającego się na relacji Kumari i jej męża. Film ma powstać we współpracy z rodziną Amrohi do 2026.

### Teatr
W maju 2018 w Jaipurze zaprezentowano sztukę o życiu Meeny Kumari pt. Ajeeb Dastaan Hai Yeh.